# Promise (skladba, BQL)
»Promise« (slov. »Ptica«) je skladba in šesti single dua BQL iz leta 2018. Glasbo je napisala Maraaya, angleško besedilo Charlie Mason in Anej Piletič ter slovensko besedilo Rok Lunaček in Tina Piš.

## EMA 2018
17. februarja 2018 sta na predizboru 24. izvedbe EME predstavila slovensko verzijo »Ptica« in se po izboru gledalcev z 1576 glasovi kot najboljša uvrstila v veliki finale EME.
24. februarja 2018, sta v velikem finalu 24. izvedbe EME nastopila z »Promise«, po enakovrednem izboru občinstva in strokovne žirije, sta z 106 točkami zasedla končno drugo mesto in zaostala le za Leo Sirk.

## Zasedba

### Produkcija
- Maraaya – glasba,
- Charlie Mason – besedilo (Promise)
- Anej Piletič – besedilo (Promise)
- Rok Lunaček – besedilo (Ptica)
- Tina Piš – besedilo (Ptica)
- Maraaya Music – aranžma, producent

### Studijska izvedba
- Rok Piletič – kitara, vokal
- Anej Piletič – kitara, vokal